# Шентвишка гора
Шентвишка гора (на словенски: Šentviška Gora) е село в Словения, регион Горишка, община Толмин. Според Националната статистическа служба на Република Словения през 2015 г. селото има 95 жители.